# William J. Dickson
William John Dickson (* 1904 in Schottland; † 1973 in Strathpeffer, Schottland) war ein britisch-amerikanischer Forscher und zuletzt pensionierter stellvertretender Leiter der Personalforschung bei der Western Electric Company. Zwischen 1924 und 1933 führten er und Fritz Roethlisberger auf Initiative von Elton Mayo die Hawthorne-Experimente in der Hawthorne-Fabrik der Western Electric Company in Cicero (USA) im Auftrag des National Research Council und der amerikanischen Elektrizitätsindustrie durch.

## Leben
Er absolvierte eine Ausbildung in Elektrotechnik, die ihn zunächst in Richtung einer technischen Laufbahn lenkte. Danach zog in die Vereinigten Staaten, wo er für Western Electric, eine Tochtergesellschaft von AT&T, zu arbeiten begann. Hier beteiligte sich Dickson an den Hawthorne-Studien, einem Forschungsprojekt, bei dem untersucht wurde, wie sich die Arbeitsbedingungen auf die Produktivität der Mitarbeiter auswirken.

## Werk
Gemeinsam mit Fritz Roethlisberger erarbeitete er die Studie „Management and the Worker“ (1939), in der festgestellt wurde, dass die Sorge der Unternehmensleitung um die Arbeitsbedingungen ein wichtigerer Faktor für die Produktivität ist als die tatsächlichen physischen Bedingungen. Diese wurden in Testraumstudien, Befragungsstudien und Beobachtungsstudien unterteilt. Die Testraumstudien untersuchten Variablen am Arbeitsplatz, die sich auf die Ermüdung der Arbeitnehmer auswirken könnten. Die Ergebnisse dieser Tests führten zu ausführlichen Befragungen über die Einstellungen der Arbeitnehmer, gefolgt von der Betrachtung sozialer Faktoren unter Verwendung von Techniken der Kulturanthropologie zur Beobachtung kleiner Arbeitsgruppen. Die Ergebnisse dieser Experimente haben die Human-Relations-Bewegung und die Organisationsforschung nachhaltig beeinflusst: Sie erkannten, dass nicht nur technische, sondern auch menschliche Faktoren Einfluss auf Effizienz und Produktivität haben.
Nach vielen Jahren in der persönlichen Beratung und Forschung arbeitete Dickson erneut mit Roethlisberger bei dem Werk „Counseling in an Organization“ zusammen, das 1966 veröffentlicht wurde. Diese  Studie wurde auf der Grundlage des Beratungsprogramms der Western Electric Company in ihrem Hawthorne-Werk in Chicago durchgeführt.

## Privates
Er war verheiratet mit Alice Dickson; aus der Ehe stammten ein Sohn, Donald Dickson, Professor an der Rutgers University, und zwei Töchter, Barbara Hanrieder und Deborah Mahlman. Er verstarb am auf einer Urlaubsreise in Schottland.

## Publikationen (Auswahl)
- Mit F. J. Roethlisberger: Management and the Worker, with the assistance and collaboration of Harold A. Wrigh. Taylor & Francis, London 2004, ISBN 978-1-134-46596-5 (Erstveröffentlichung Cambridge, Mass.: Harvard University Press, 1939).
- Mit F. J. Roethlisberger: The Early Sociology of Management and Organizations. Routledge, London 2003, ISBN 978-1280099168.
- Mit F. J. Roethlisberger: Counseling in an Organization: A Sequel to the Hawthorne Researches. Harvard University Press, Cambridge, Massachusetts 1966.